# Epiphanien-Kirche (Berlin)
Der Gebäudekomplex in der Knobelsdorffstraße 72/74 im Berliner Ortsteil Westend des Bezirks Charlottenburg-Wilmersdorf aus der 1904–1906 von Jürgen Kröger erbauten evangelischen Epiphanien-Kirche und dem 1929–1930 von Walter und Johannes Krüger errichteten Gemeindehaus steht unter Denkmalschutz. Die im Zweiten Weltkrieg ausgebrannte Kirche wurde 1957–1960 von Konrad Sage unter Verwendung der alten Außenmauern und des 1953 von Erich Ruhtz vereinfachten Turms wiederhergestellt und umgebaut. Der Innenraum des kreuzförmigen Zentralbaus wurde um 90 Grad in Nord-Süd-Orientierung gedreht und erhielt ein neues Dach. Der Kirchenname nimmt Bezug auf das christliche Fest der Erscheinung des Herrn (=Epiphanias).

## Geschichte
Die Ausdehnung Charlottenburgs nach Westen und die damit verbundenen weiten Wege der evangelischen Gläubigen zur Luisenkirche in den 1890er Jahren machten einen westlicher gelegenen Gottesdienstraum erforderlich. Bereits ab dem 1. Oktober 1894 wurden in der Aula der Realschule in der Schlossstraße Gottesdienste abgehalten. In Erwartung einer weiteren Ausdehnung Charlottenburgs pachtete die Kirchengemeinde ein Grundstück für eine Kapelle am Spandauer Damm Ecke Fürstenbrunner Weg. Diese von den Architekten Johannes Vollmer und Heinrich Jassoy für ca. 20.000 Mark gebaute Interimskirche wurde am 4. April 1897 eingeweiht. Für den Bau der künftigen Kirche wurde ein Gelände in der Nähe des alten Luisenkirchhofs in Westend erworben. Nach Fertigstellung der Epiphanienkirche wurde die Kapelle abgerissen und am Nonnendamm wieder aufgebaut, später wurde sie erneut abgerissen und als Wichernkirche in Hakenfelde wieder aufgebaut.
Unter Schirmherrschaft der Kaiserin Auguste-Viktoria wurde die Genehmigung zum Neubau der Kirche erteilt, der Entwurf wurde in einem Architektenwettbewerb ermittelt. Die Kaiserin wählte aus mehreren Vorschlägen den Namen Epiphanienkirche (Epiphanias-Kirche) aus. Weil die Kirche von Nord-Westen nur über sandige Wege zu erreichen war, bekam sie in der Bevölkerung den Namen „Kirche auf dem Sandberg“. Die veranschlagten Baukosten für die Kirche betrugen 350.000 Mark, ausgegeben wurden 470.000 Mark. Die Ausstattung mit den notwendigen Kirchengeräten übernahm die Muttergemeinde. Die Kosten für zwei Pfarrer trug der Berliner Stadtsynodalverband.
Im Jahr 1904 wurde die Kantstraße über den Lietzensee hinaus verlängert und die Bebauung rund um den See und in den anliegenden Straßen mit herrschaftlichen Mietshäusern für die Mittelschicht begonnen. Den neuen Bewohnern war der Weg zur Epiphanienkirche zu weit, und sie befürworteten deshalb eine Teilung der Kirchengemeinde. Am 1. April 1913 entstand deshalb die ca. 50.000 Mitglieder zählende selbstständige Gemeinde Epiphanien II (Südost), die am 18. April 1915 ihren heutigen Namen Kirchengemeinde am Lietzensee erhielt. Am 1. April 1957 wurde eine dritte Predigtstätte von Epiphanien abgetrennt, für die die Neu-Westend-Kirche in der Eichenallee Ecke Bolivarallee gebaut wurde.
Beim Angriff auf Berlin Anfang Mai 1945 wurde die Epiphanien-Kirche zerstört und das angrenzende Gemeindehaus beschädigt. Die britische Besatzungsmacht sorgte für die Beseitigung der Kriegsschäden des Gemeindehauses, beanspruchte allerdings den Gemeindesaal für ihre Gottesdienste. Sie gestaltete den Gemeindesaal entsprechend den liturgischen Erfordernissen des anglikanischen Gottesdienstes um. 1950 verlegten die Engländer die Gottesdienste in die inzwischen erbaute Kirche St. George. Danach stand der Gemeindesaal der Epiphaniengemeinde als alleinigem Benutzer wieder zur Verfügung. Die Anforderungen des evangelischen Gottesdienstes führten nun zu einer erneuten Umgestaltung des Kircheninneren. Gemäß  der Saalgröße schaffte sich die Epiphaniengemeinde eine Kleinorgel von Karl Schuke an.

## Alte Kirche

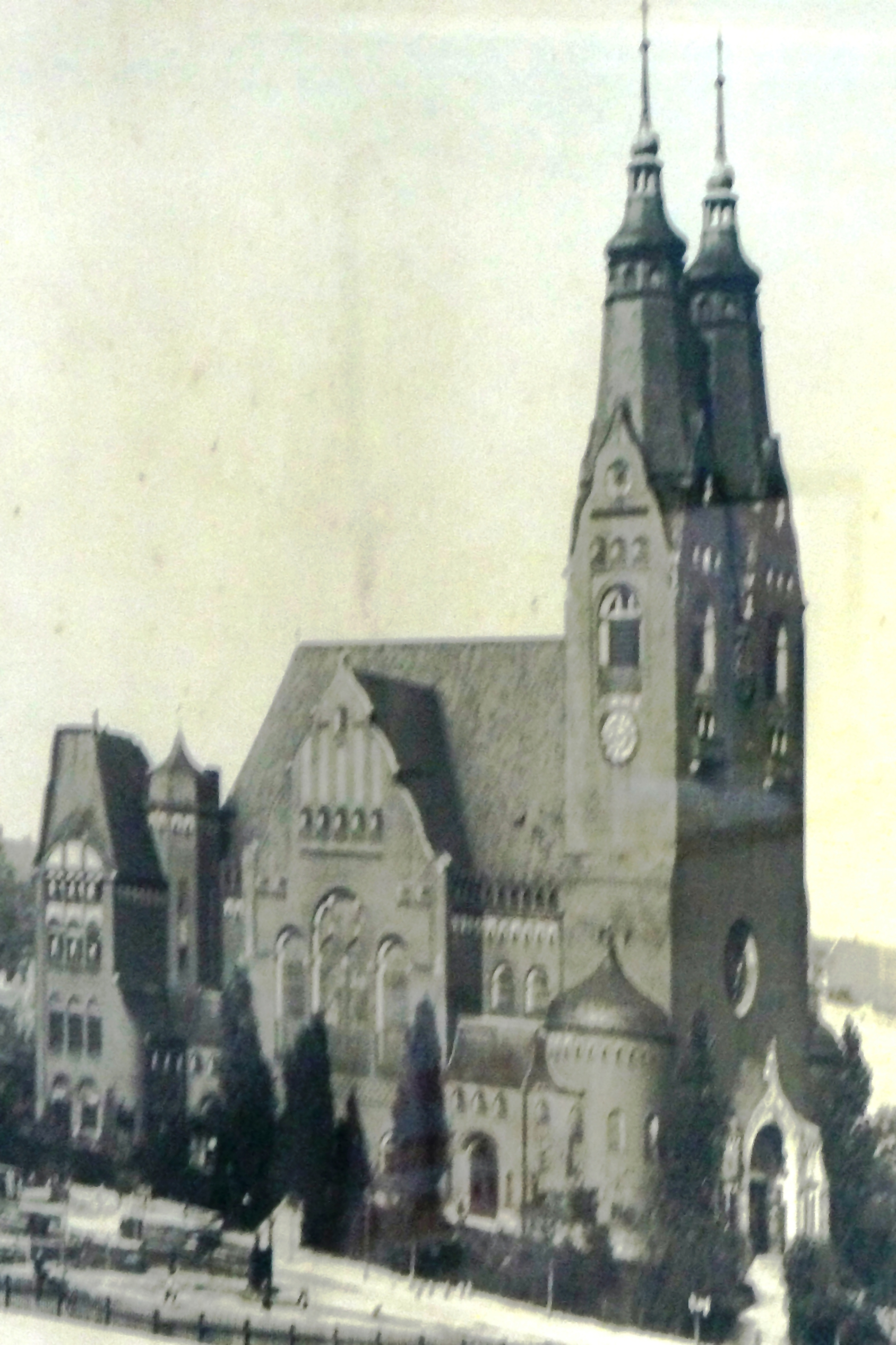
Alte Kirche

### Baubeschreibung
Das Kirchengebäude ist ein Zentralbau im märkischen Backsteinstil mit einem flachen Chor und einer Doppelturmfront, die beiden Türme sind je 40 m hoch. Der Rohbau war im August 1905 vollendet.
Im Südwesten wurde ein zweigeschossiger Anbau errichtet, in dem sich u. a. die Sakristei befand. Der Mauerwerksbau ist mit roten Ziegeln und braunen Terrakottafliesen verblendet, der Sockel und das Portal, das sich an der Turmfront befindet, sind aus Natursteinmauerwerk. Der Portalvorbau besteht aus einer kielbogenüberfangenen Rundbogennische, darüber eine kleine Fensterrose, die Glockenstube hat rundbogige Schallöffnungen. Die quadratischen Turmenden mit geschweiften Giebeln und steilen polygonalen Helmen sind mit barocken Hauben bekrönt. Die Giebel des Querschiffes sind verziert. Über dem Hauptgesims befindet sich eine spitzbogige Attika.

### Ausstattung
Eine Wandmalerei über dem Altar stellte Jesus Christus dar. An den Seiten des Altarraumes waren der barmherzige Samariter und die Heimkehr des verlorenen Sohnes abgebildet. Im Schlussstein über dem Altar thronte Gott zwischen zwei Engeln. Auf dem Kirchengestühl hatten 1009 Personen Platz.
Die großen Fenster in den Giebeln des Querschiffs zeigten Weihnachts- und Ostermotive. In den acht kleineren Fenstern waren die Köpfe von Christian Friedrich Bernhard Augustin, Martin Luther, Philipp Melanchthon, Friedrich Schleiermacher, Monika, Katharina von Bora, Königin Luise und Amalie Sieveking dargestellt. Über dem Chor, in dem die Orgel stand, befanden sich Bilder von Johann Sebastian Bach, Georg Friedrich Händel, Paul Gerhardt und Ernst Moritz Arndt. In dem Rundfenster über der Orgel war ein Harfe spielender David abgebildet.

## Neue Kirche

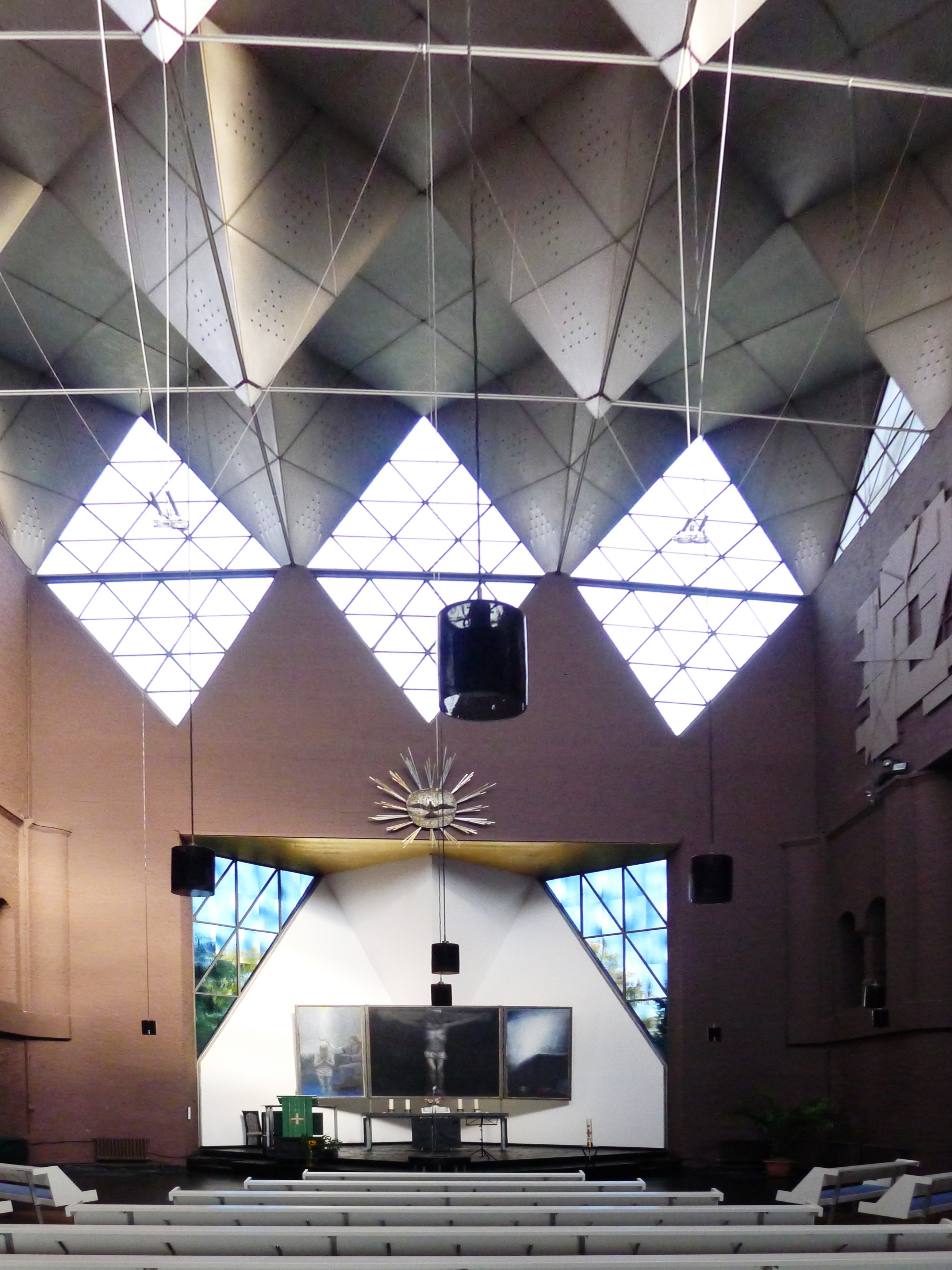
Altarraum

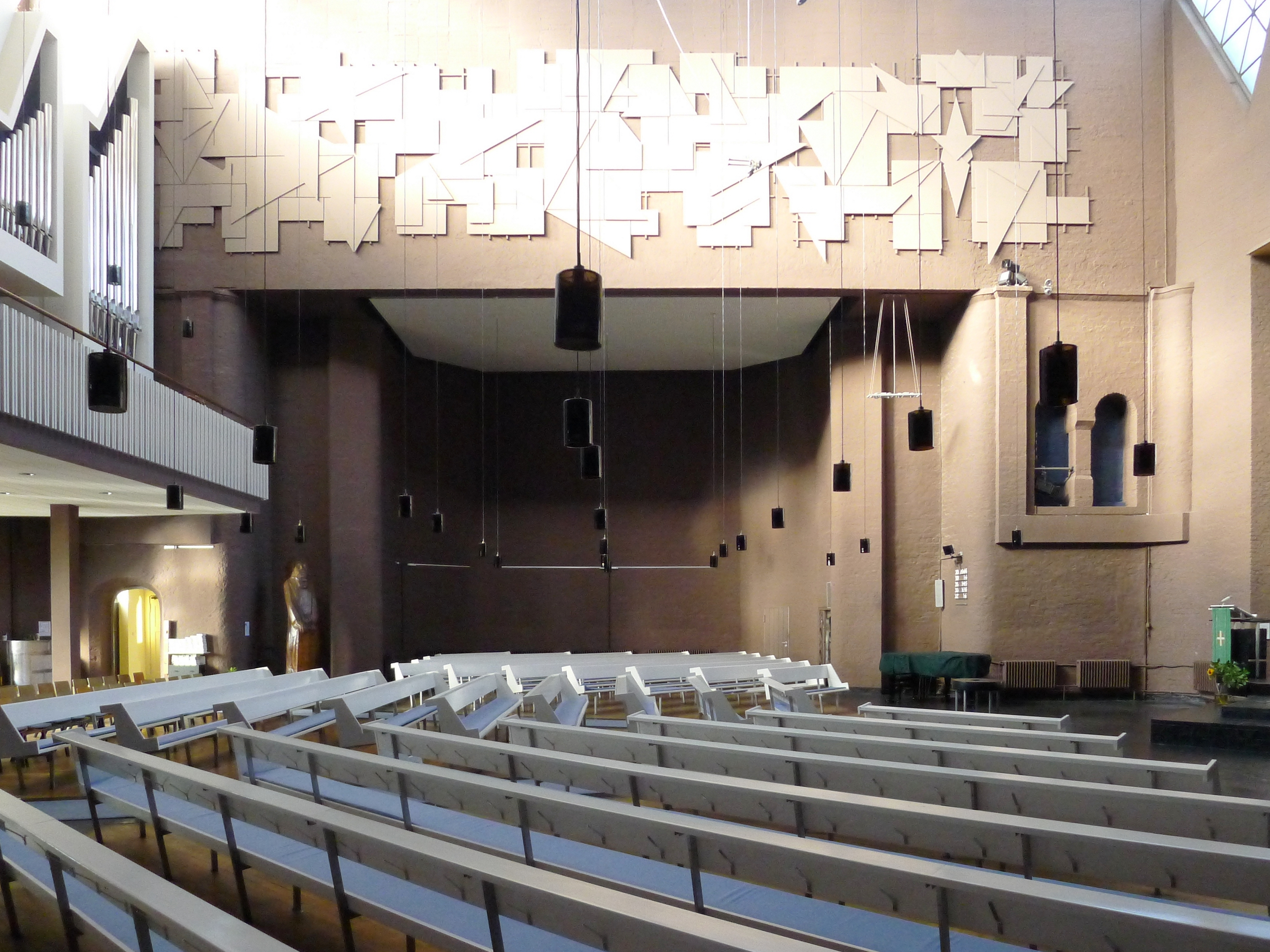
Blick in die Kirche, mit Resten der alten Kirche (alter Altarraum)

Als erste Sicherungsmaßnahme wurden 1953 die beiden Türme mit ehemals barocken Turmhelmen unter einem steilen Satteldach zusammengefasst. Der Wiederaufbau des Kirchengebäudes nach Entwürfen von Konrad Sage und Karl Hebecker erfolgte 1957–1960 in zwei Bauabschnitten, bei denen Dach und Innenraum neu gestaltet wurden. Zudem wurde der Haupteingang von der östlich des Turmes verlaufenden Rognitzstraße, die zugunsten des Stadtautobahnbaus aufgehoben wurde, auf die Südseite zur Knobelsdorffstraße verlegt. Am 27. März 1960 weihte Otto Dibelius das neue Gotteshaus ein.

### Baubeschreibung
Die bei Turm und Gemeindehaus vorhandene Richtung des Dachfirstes wurde auf das Kirchendach übertragen. Der Mittelteil in Süd-Nord-Richtung wurde nunmehr als Langhaus angesehen. Der westliche und östliche Kreuzarm sind als niedrige Seitenschiffe ausgebildet, die mit flachen Aluminiumdächern eingedeckt sind.
Das Dach wurde auf die 15 Meter hohen alten Umfassungsmauern aufgesetzt und bietet eine hochliegende Belichtung am oberen Raumabschluss, die noch vorhandenen Fensteröffnungen waren nicht mehr verwendbar. Das Dach wird aus einem Aluminium-Tragwerk mit Voll-, Halb- und Viertelpyramiden gebildet. Von innen besteht eine freie Sicht auf die Unterseite des Daches. Die Glasarchitektur der Stirnfelder hat die Form von Rauten. Die freitragende Aluminium-Dachkonstruktion wurde von der Firma Fritz Scheinecker Aluminiumbau in Kriftel/Taunus ohne Dachstuhl gebaut.

### Ausstattung
Die Struktur des Innenraums wurde verändert. Die Gebäudeachse wurde um 90 Grad gedreht, der Altar liegt jetzt an der Nordseite. Der Altarraum bildet ein auf die Spitze gestelltes Quadrat, in dessen Mitte der Altar steht, auf den das dreiteilige Kirchengestühl für ca. 600 Personen radial ausgerichtet ist. In der Verlängerung der Achse befindet sich die Taufe. Die Kanzel ist an der südwestlichen Quadratseite angeordnet, und der Taufstein wurde in der Verlängerung der Mittelachse aufgestellt.

## Orgel

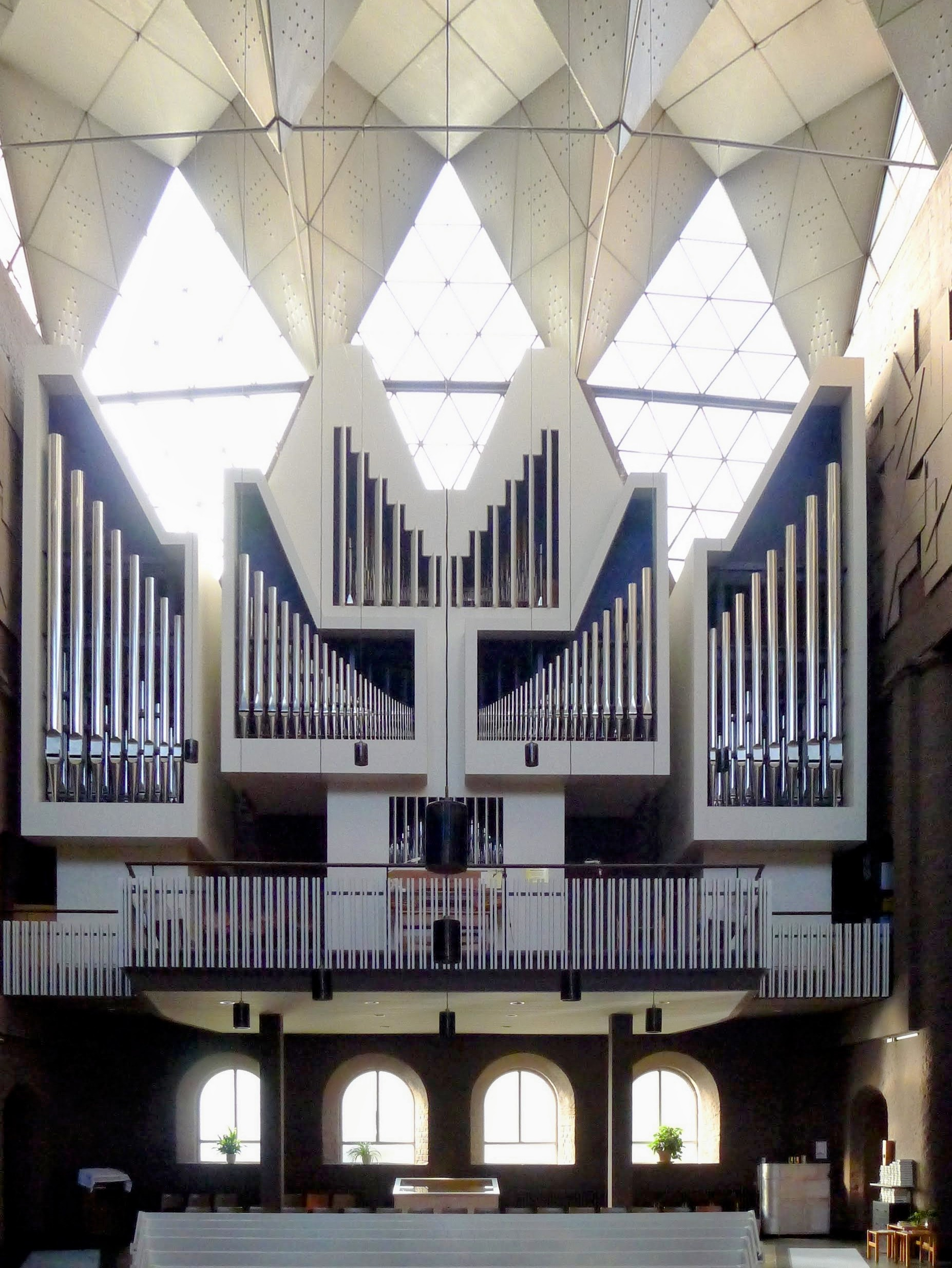
Weigle-/Voigt-Orgel, 2012

Bereits im Jahr 1906 wurde die erste Orgel von den Gebrüdern Dinse errichtet. Sie sollte auch zu Konzertzwecken genutzt werden können, erhielt auf zwei Manualen und Pedal 28 Register (davon zwei Vorabzüge) und war so eingerichtet, dass später ohne große Schwierigkeiten zwei weitere Register eingebaut werden konnten.
Diese Orgel wurde spätestens 1922 abgebaut, es folgte in diesem Jahr ein neues Instrument aus der Werkstatt G. F. Steinmeyer & Co., das diese als ihr Opus 1344 errichteten. Sie verfügte über 49 Register (davon eine Transmission) auf drei Manualen und Pedal bei elektropneumatischer Traktur. Dabei wurden das Gehäuse sowie Pfeifenmaterial der Dinse-Orgel von 1906 wiederverwendet. Bereits 1929 erfolgte eine Erweiterung durch die Erbauerwerkstatt auf nunmehr 52 Register. Diese Orgel wurde 1945 zusammen mit der Kirche zerstört.
Die heutige Orgel wurde in Zusammenarbeit mit der TU Berlin in zwei Baustufen realisiert: 1975 wurde von der Firma Orgelbau Friedrich Weigle ein ausbaufähiges Instrument mit zunächst 15 Registern gebaut, die auf 17 Züge verteilt wurden. Die Disposition entwarfen Herbert Schulze und Karl Theodor Kühn, Hartmut Ising wirkte an dem Entwurf mit. Nach den ursprünglichen Planungen sollte das Instrument 44 Register erhalten, die auf 57 Züge verteilt werden sollten.
Die Ausführung der zweiten Baustufe erfolgte im Jahr 1995 durch die Werkstatt Mitteldeutscher Orgelbau A. Voigt nach einem abgeänderten Plan von Gottfried Matthaei, dem damaligen Organisten der Kirche, mit 45 Registern auf 55 Zügen bzw. Wippen. Die Orgel hat nun insgesamt 3518 Pfeifen. Die Spieltrakturen sind mechanisch, die Registertraktur ist elektrisch. Eine Besonderheit der Orgel ist, dass die mehrchörigen Register auf mehrere Züge verteilt sind, eine weitere, dass auch große Teile des Hauptwerks (bis auf vier Register) und des Pedals (bis auf Principal 16′ und Octave 8′) schwellbar eingerichtet sind und die Schwellerstellung mit der Setzeranlage gespeichert und abgerufen werden kann.
Die Disposition lautet nach der Beschriftung am Spieltisch:
| I Hauptwerk (teilw. schwellbar) C–a3 |                                |       |
| 1.                                   | Pommer                         | 16′   |
| 2.                                   | Prinzipal                      | 08′   |
| 3.                                   | Octave                         | 04′   |
| 4.                                   | Octave                         | 02′   |
|                                      | Mixtur VI–XII, aufgeteilt auf: |       |
| 5.                                   | II                             | 02′   |
| 6.                                   | IV–V                           | 02⁄3′ |
| 7.                                   | I–V                            | 02′   |
| 8.                                   | Quinte                         | 08⁄3′ |
| 9.                                   | Terz                           | 08⁄5′ |
| 10.                                  | Septime                        | 08⁄7′ |
| 11.                                  | Gedackt                        | 08′   |
| 12.                                  | Waldflöte                      | 04′   |
| 13.                                  | Kubische Pfeife                | 08′   |
| 14.                                  | Harmonika Schwebung            | 08′   |
| 15.                                  | Trompete                       | 08′   |
|                                      | Tremulant                      |       |

| II Oberwerk (schwellbar) C–a3 |                                 |       |
| 16.                           | Rohrgedackt                     | 8′    |
| 17.                           | Prinzipal                       | 4′    |
| 18.                           | Oktave                          | 1′    |
|                               | Scharff V–VIII, aufgeteilt auf: |       |
| 19.                           | III                             | 01'   |
| 20.                           | II                              | 02⁄3′ |
| 21.                           | I–III                           | 04′   |
| 22.                           | Holzflöte                       | 08′   |
| 23.                           | Koppelflöte                     | 04′   |
| 24.                           | Nasat                           | 08⁄3′ |
| 25.                           | Flageolett                      | 02′   |
| 26.                           | Cymbel I–IV                     | 02⁄9′ |
| 27.                           | Dulcian                         | 16′   |
| 28.                           | Krummhorn                       | 08′   |
|                               | Tremulant                       |       |

| III Brustwerk (schwellbar), C–a3 |                                  |                |
| 29.                              | Gedackt                          | 8′             |
| 30.                              | Rohrflöte                        | 4′             |
| 31.                              | Prinzipal                        | 2′             |
| 32.                              | Mixtur III–IV                    |                |
|                                  | Rauschpfeife II, aufgeteilt auf: |                |
| 33.                              | Quinte                           | 04⁄3′          |
| 34.                              | Schwiegel                        | 01′            |
| 35.                              | Terzflöte                        | 08⁄5′          |
| 36.                              | None                             | 08⁄9′          |
| 37.                              | Aliquot                          | 016⁄22′+16⁄27′ |
| 38.                              | Rankett                          | 16′            |
| 39.                              | Dreikegelregal                   | 08′            |
| 40.                              | Trichterregal                    | 04′            |
|                                  | Tremulant                        |                |

| Pedalwerk (teilw. schwellbar) C–f1 |                                  |        |
| 41.                                | Prinzipal                        | 16′    |
| 42.                                | Oktave                           | 08′    |
|                                    | Rauschpfeife VI, aufgeteilt auf: |        |
| 43.                                | Nasat                            | 016⁄3′ |
| 44.                                | Octave                           | 04′    |
| 45.                                | Quinte                           | 08⁄3′  |
| 46.                                | Oktave                           | 02′    |
| 47.                                | Quinte                           | 04⁄3′  |
| 48.                                | Octave                           | 01′    |
| 49.                                | Subbaß                           | 16′    |
| 50.                                | Gemshorn                         | 08′    |
| 51.                                | Hohlflöte                        | 04′    |
| 52.                                | Spitzflöte                       | 02′    |
| 53.                                | Posaune                          | 16′    |
| 54.                                | Trompete                         | 08′    |
| 55.                                | Clarine                          | 04′    |

- Koppeln: II/I, III/I, III/II, I/P, II/P, III/P
- Spielhilfen: Feste Kombinationen (S, T, U, V, W, X, Y, Z [= Plenum]), 192-fache Setzeranlage, Sequenzer vor und zurück, Register ab (= Auslöser), Zungeneinzelabsteller.
- In der Setzeranlage werden die Einstellungen der Schweller mit gespeichert. Alle Tremulanten sind in Frequenz und Amplitude am Spieltisch einstellbar.

## Glocken
Das erste Geläut aus drei Bronzeglocken wurde von Franz Schilling gegossen.
| Schlagton | Inschrift                                                                                       |
| --------- | ----------------------------------------------------------------------------------------------- |
| a′        | MACHE DICH AUF UND WERDE LICHT, DENN DEIN LICHT KOMMT! JESAJA 60, 1                             |
| d′        | ICH BIN DAS LICHT, WER MIR NACHFOLGET, DER WIRD NICHT WANDELN IN DER FINSTERNIS. EV. JOH. 8, 12 |
| f′        | WIR PREDIGEN NICHT UNS SELBST, SONDERN JESUM CHRISTUM, DASS ER SEI DER HERR. 2. KOR. 4, 5       |

Die beiden großen Glocken mussten im Ersten Weltkrieg als Metallspende des deutschen Volkes abgeliefert werden, die kleinste blieb erhalten. Sie wurde 1926 für ein Ehrenmal verwendet.
Das zweite Geläut aus den 1920er Jahren:
| Gewicht | Schlagton | Inschrift                                                                        |
| ------- | --------- | -------------------------------------------------------------------------------- |
| 2200 kg | d′        | MACHE DICH AUF UND WERDE LICHT, DENN DEIN LICHT KOMMT.                           |
| 1350 kg | f′        | NIEMAND HAT GRÖSSERE LIEBE DENN DIE, DASS ER SEIN LEBEN LÄSST FÜR SEINE FREUNDE. |
| 0900 kg | g′        | UNS IST BANGE, ABER WIR VERZAGEN NICHT.                                          |

Es wurde im Zweiten Weltkrieg beschädigt. Die Glocken läuteten noch drei Jahre lang, bis sie schwiegen.
1958 wurde ein neues Bronzegeläut aus vier Glocken von Petit & Gebr. Edelbrock hergestellt.
| Glocke | Gewicht | Durchmesser | Höhe   | Krone | Schlagton | Inschrift                                  |
| ------ | ------- | ----------- | ------ | ----- | --------- | ------------------------------------------ |
| 1      | 1180 kg | 135 cm      | 113 cm | 23 cm | e′        | ICH BIN DER WEINSTOCK, IHR SEID DIE REBEN. |
| 2      | 0810 kg | 110 cm      | 091 cm | 18 cm | fis’      | LEHRET ALLE VÖLKER UND TAUFET SIE.         |
| 3      | 0450 kg | 100 cm      | 081 cm | 16 cm | a′        | ICH WILL DICH SEGNEN.                      |
| 4      | 0310 kg | 080 cm      | 066 cm | 14 cm | h’        | HALTET AN IM GEBET.                        |